# Eroberung von Chusan (1840)
Kowloon – 1. Chuenpi – 1. Chusan – Damm – 2. Chuenpi – Humen – First Bar Island – Whampoa Island – Broadway – 1. Kanton – 2. Kanton – Sanyuanli – Amoy – 2. Chusan – Zhenhai – Ningbo – Ciqi – Zhapu – Wusong – Zhenjiang – Nerbudda
Bei der Schlacht um Chusan eroberten britische Truppen am 5. Juli 1840 die Stadt Dinghai auf der Insel Zhoushan. Die Briten besetzten die Stadt und behielten sie zunächst als Faustpfand für Verhandlungen mit dem Kaiserreich China während des Ersten Opiumkriegs.

## Hintergrund
Im Ersten Opiumkrieg versuchte die britische Regierung vertreten durch ihren Generalbevollmächtigten Charles Elliot, die Qing-Regierung zur Übergabe eines dauerhaften Handelsstützpunktes zu bewegen. Erstes größeres Angriffsziel war die Stadt Dinghai auf der Insel Zhoushan. Die Stadt hatte bis 1757 als Handelshafen für Europäer gedient und war deshalb den Briten bekannt. Die Garnison der Insel bestand zu Kriegsbeginn aus rund 2600, davon rund 1600 in Dinghai selbst. Die Festlegung als erstes Angriffsziel erfolgte aufgrund eines Ratschlages des Opiumhändlers William Jardine an Lord Palmerston. Der britische Angriffsverband gegen Dinghai bestand aus 22 Kriegs- und 27 Transportschiffen. Die Flotte führte 3600 Mann Linieninfanterie aus Irland, Schottland und Indien mit sich.

## Verlauf

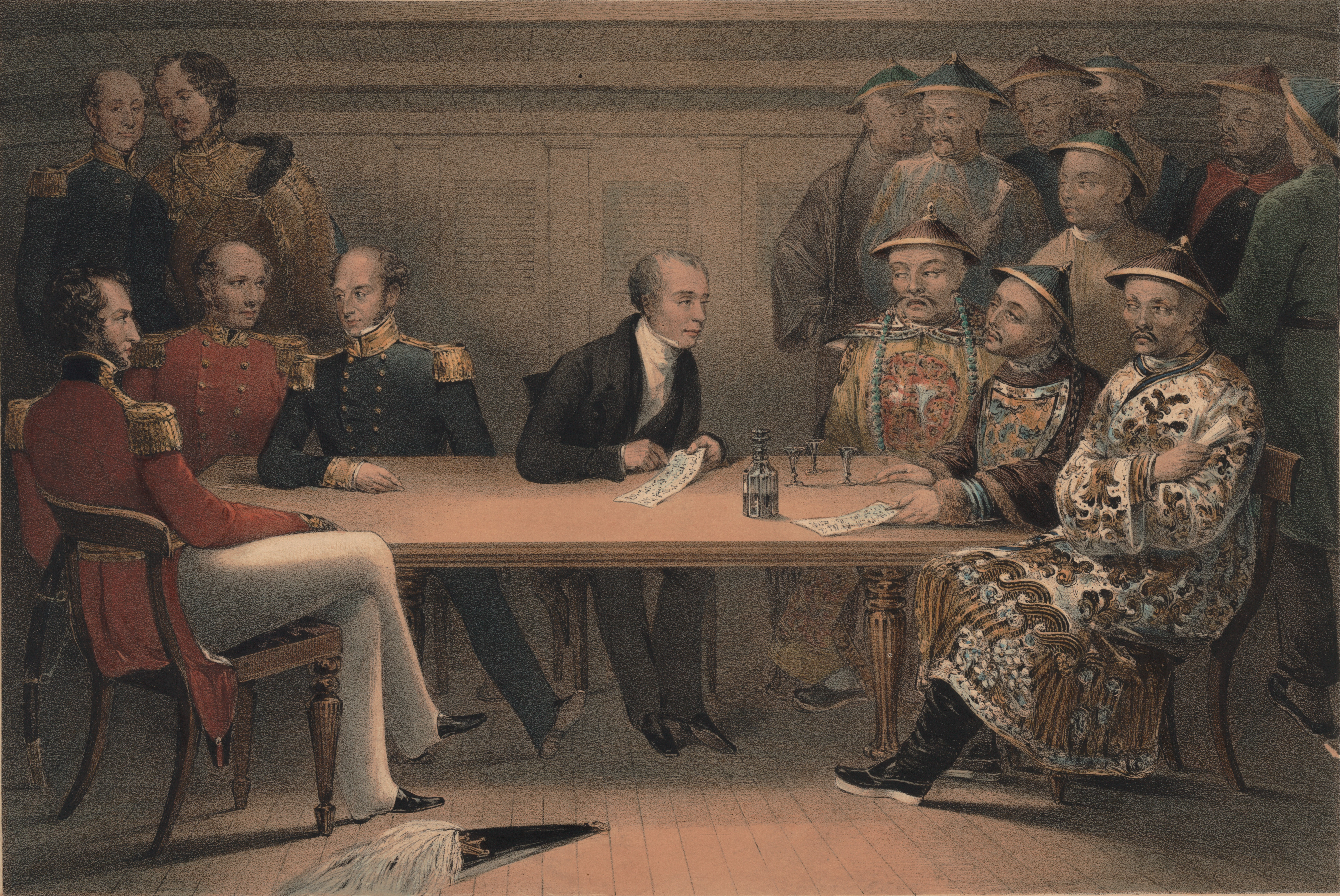
Britische und chinesische Offizielle an Bord der HMS Wellesley am 4. Juli 1840. Karl Gützlaff (Mitte) diente als Übersetzer.

Am 30. Juni sichtete eine chinesische Marinepatrouille die britische Flotte. Der Stadtkommandant nahm jedoch an, es würde sich um Opiumschmuggler und nicht um eine Kriegsflotte handeln. Am 2. Juli fuhr der britische Flottenverband in den Hafen von Dinghai ein. Der Kommandeur des Verbands James Bremer bat den ranghöchsten Beamten in Dinghai, den Bezirksmagistrat Yao Huaixiang, zu Verhandlungen auf sein Flaggschiff HMS Wellesley. Dort forderte er die Kapitulation, um die durch Lin Zexu verursachten Schäden zu kompensieren. Nachdem die Chinesen abgelehnt hatten, griff die britische Flotte am 5. Juli 1839 an.
Binnen weniger Minuten zerstörten die britischen Kriegsschiffe die chinesischen Schiffe und Küstenbatterien durch Artilleriefeuer. Unter dem Schutz des Artilleriefeuers landeten die Briten Marineinfanteristen südlich der Stadt an. Die chinesischen Truppen lösten sich im Zuge der britischen Angriffe auf. Auf britischer Seite waren keine Verluste zu vermelden. Eine spätere Untersuchung des Beamten Yuqian zählte 16 Tote und 16 Verwundete unter den Verteidigern der Stadt.

## Folgen
Charles Elliot setzte den chinesischkundigen deutschen Missionar Karl Gützlaff als Gouverneur in Dinghai ein. Elliot wandte die britische Flotte nach Norden, da er hoffte, durch eine Blockade des Hai He Kaiser Daoguang zu Zugeständnissen bewegen zu können.